# فوهة بورغ

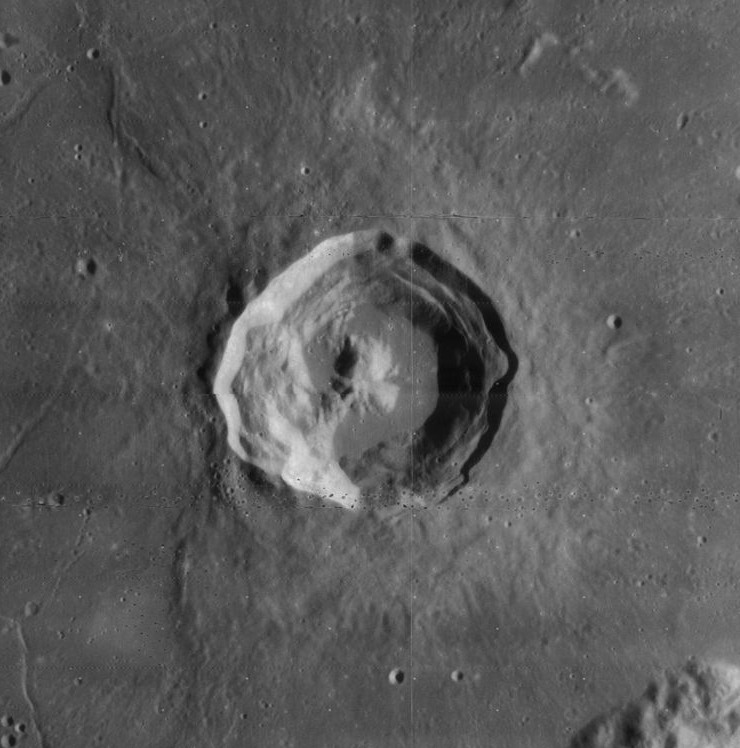
فوهة بورغ

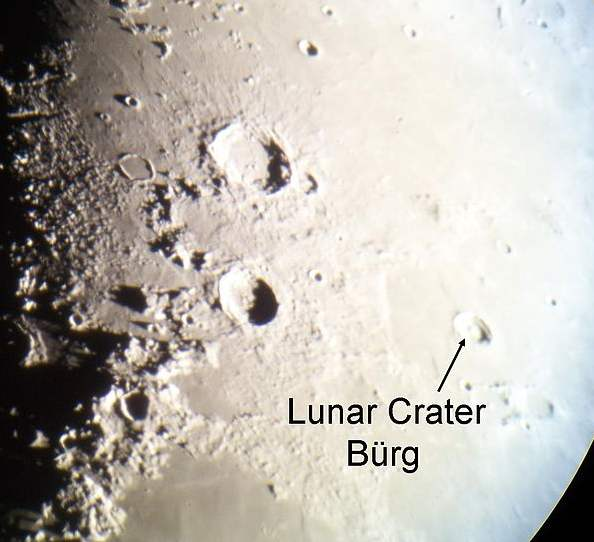
موقع فوهة بورغ

فوهة بورغ أو فوهة بيرغ (45.0°N 28.2°E) هي فوهة صدمية قمرية تقع في الجزء الشمالي الشرقي من سطح القمر. الفوهة مغمورة بالحمم البركانية، التي تسببت في ضياع التكوين الداخلي من الفوهة بشكل كبير. تظهر الفوهة من على سطح الأرض بشكل بيضاوي نتيجة انحراف الضوء، ولكن عند الاقتراب من الفوهة نجد أنها دائرية أكثر منها بيضاوية.
يحد الفوهة من الجنوب والجنوب الشرقي فوهتي بلانا وماسون. بينما يحدها من الغرب خلف فوهة لاكوس مورتيس، فوهة يودوكسوس البارزة.

## الوصف
تكاد فوهة بيرغ أن تكون دائرية الشكل لولا وجود بعض الانبعاجات على بعض حوافها. الجدران الداخلية على شكل وعاء، يوجد بالفوهة جبل مركزي كبيري في منتصف الفوهة تقريبا. توجد بعض الحفر الصغيرة البارزة على قمة الجبل.
تتميز الفوهة بأن لديها نظام إشعاعي، لذلك تعتبر جزءا من نظام الكوبرنيكان. يوجد غرب الفوهة أخدود قمري يعرف باسم ريماي بورغ، ويمتد لمسافة 100 كيلومتر.
يبلغ قطر الفوهة 40 كم تقريبا بينما يصل عمقها إلى 1.8 كم تقريبا، وعلى زاوية 332° من شروق الشمس. 

## الاسم

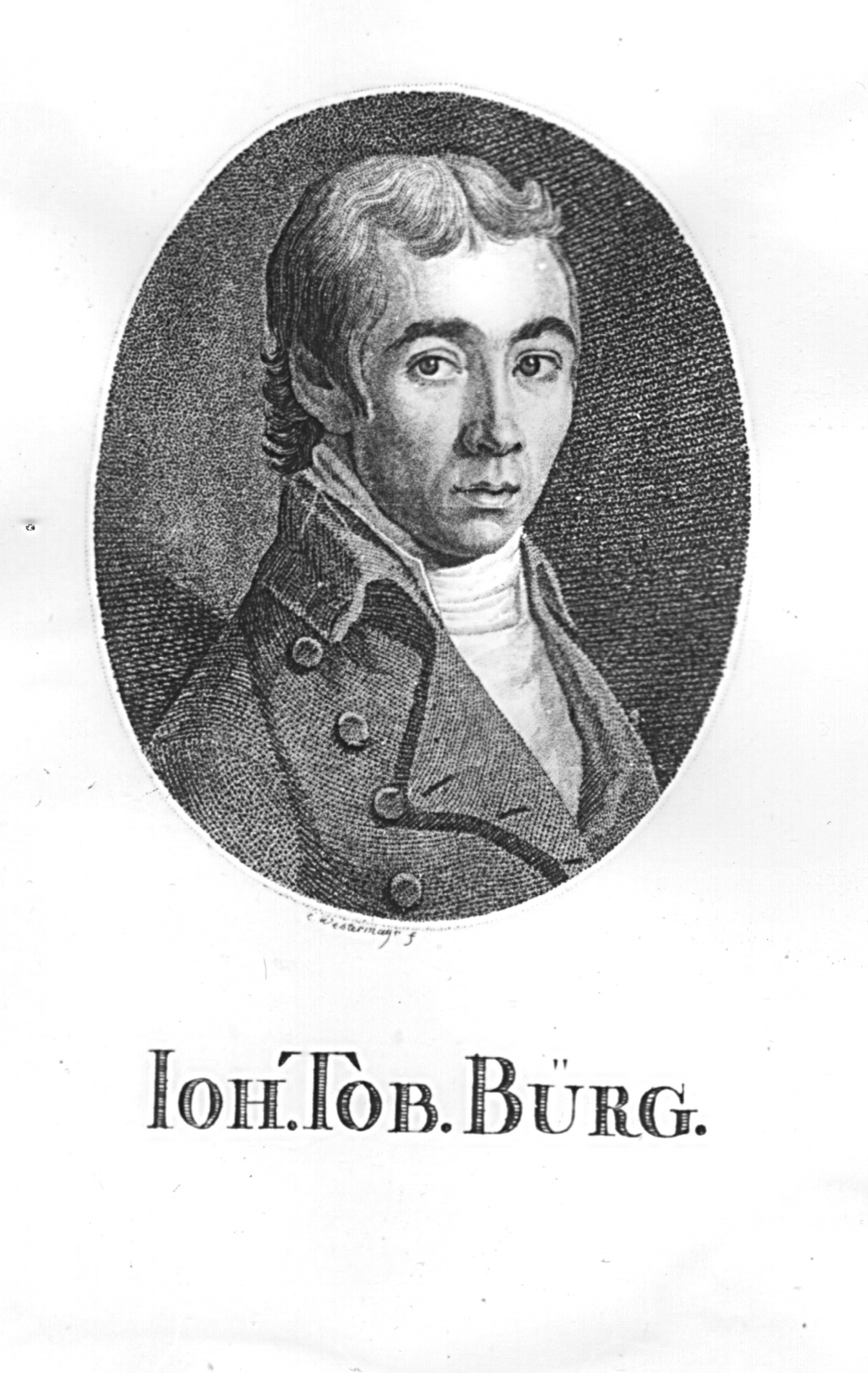
يوهان توبياس بورغ

بيرغ أو بورغ هو اسم يوهان توبياس بورغ، الأستاذ الجامعي والفلكي الذي إكتشف النجم المرافق لنجم قلب العقرب خلال إحتجاب عام 1819.

## فوهات القمر الصناعي
لرسم خريطة مماثلة لفوهات القمر يتم وضح حروف على كل جانب من جوانب الفوهة ومركزها لكل حرف منهم دلاله معينة.
| بورغ | خط طول  | خط عرض  | القطر |
| ---- | ------- | ------- | ----- |
| A    | 46.8° N | 33.1° E | 12 كم |
| B    | 42.6° N | 23.5° E | 6 كم  |

## وصلات خارجية
- فوهات القمر
- جوله حول فوهات القمر -ناسا.